# Eine Studie in Scharlachrot

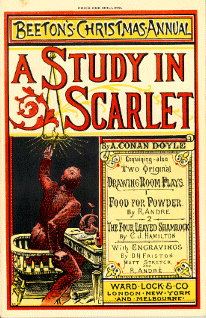
Erste Veröffentlichung in Beeton's Christmas Annual, 1887

Eine Studie in Scharlachrot (engl. A Study in Scarlet) ist ein Kriminalroman von Sir Arthur Conan Doyle und der erste Auftritt seines Detektivs Sherlock Holmes.

## Entstehungsgeschichte

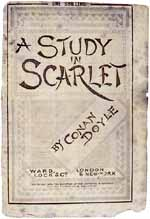
Die erste Buchausgabe von 1888

Arthur Conan Doyle schrieb die Studie in Scharlachrot im Alter von 27 Jahren. Er praktizierte damals als Arzt in Southsea, hatte aber schon einige Geschichten an Zeitschriften verkauft. Die Studie wurde mehrfach abgelehnt, bevor er 1886 mit Ward, Lock & Co. einen Verlag fand. Seine Verleger wiesen ihn aber darauf hin, dass der Markt mit billiger Prosa überschwemmt und eine baldige Veröffentlichung nicht zu erwarten sei. Doyle verkaufte die Rechte für £25, eine vergleichsweise geringe Summe (entspricht kaufkraftbereinigt £3674 im Jahr 2025). Der ursprünglich vorgesehene Titel war A Tangled Skein (dt. Ein verworrener Faden).
Der Roman erschien erstmals im November 1887 im Magazin Beeton's Christmas Annual als Titelgeschichte. Das Magazin kostete einen Schilling und enthielt noch zwei Beiträge anderer Autoren. Bis Weihnachten war es ausverkauft. Von dieser Ausgabe des Beeton's Christmas Annual existieren heute nur noch 28 bestätigte Exemplare, die unter Sammlern einen hohen Wert haben. Eine vollständige, aber leicht beschädigte Ausgabe erzielte 2004 bei einer Versteigerung von Sotheby’s in New York einen Preis von 153.600 USD. Die Fachpublikation Antique Trader Vintage Magazines Price Guide klassifizierte diese Ausgabe deshalb als das teuerste Magazin der Welt, die FAZ bezeichnete es anlässlich einer Auktion bei Sotheby’s als „Renditeobjekt“.
Als Buch erschien die Studie zum ersten Mal 1888 beim selben Verlag, die Illustrationen stammten von Charles Altamont Doyle, dem Vater Arthur Conan Doyles. Eine zweite Auflage kam nur ein Jahr später heraus, diesmal mit Illustrationen von George Hutchinson.
Die erste deutschsprachige Ausgabe brachte der Verlag Lutz aus Stuttgart 1894 unter dem Titel Späte Rache in einer Übersetzung von Margarethe Jacobi heraus.

## Inhalt
Der Roman besteht aus zwei Teilen: Der erste stellt Watsons Aufzeichnungen dar. Watson berichtet, wie er Sherlock Holmes kennenlernt und ihn bei der Aufklärung eines Mordfalls begleitet und unterstützt.
Im zweiten Teil wird die Vorgeschichte des Mordes erzählt. Sie spielt in einer Mormonengemeinde in Utah.
Zum Abschluss spricht noch einmal Watson und bringt durch seine abschließenden Bemerkungen beide Teile zusammen.

### Teil I
Der erste Teil trägt die Überschrift „Aus den Erinnerungen von Dr. John H. Watson M.D., ehemals Mitglied des Medizinischen Dienstes der Armee“.
Watson und Holmes lernen sich 1881 kennen und beziehen gemeinsam eine Wohnung in der Baker Street. Dies ist der Beginn der berühmten Freundschaft zwischen ihnen.
Während sie sich noch miteinander vertraut machen, trifft ein Brief von Tobias Gregson ein, der Holmes bittet, ihm bei einem ungeklärten Todesfall nahe der Brixton Road in Lauriston Gardens zu helfen. Drebber, der Ermordete, liegt in einem verlassenen Haus. An der Wand steht das mit Blut geschmierte Wort „Rache“. Dies führt die Scotland-Yard-Kriminalbeamten zu der Mutmaßung, es könnte sich entweder um den englischen Vornamen „Rachel“ handeln oder um das deutsche Wort „Rache“, wobei letzteres vom Goethe-Kenner Holmes, der auch ansonsten des Deutschen mächtig ist, als wahrscheinlicher angesehen wird. Bei dem Toten findet Holmes den Ehering einer Frau. In den Räumen ist Blut, jedoch nicht Drebbers, da dieser völlig unverletzt scheint.
Um dem Täter eine Falle zu stellen, gibt Holmes eine Zeitungsannonce auf, in der er angibt, einen Ehering gefunden zu haben, abzuholen bei Dr. Watson. Eine alte Frau, Mrs. Sawyer, kommt in die Baker Street, um den Ring abzuholen, den angeblich ihre Tochter verloren hat. Holmes folgt ihr, indem er auf ihre Droschke springt, da er sicher ist, dass sie ihn zum Mörder führt. Als die Droschke anhält, ist die Frau nicht mehr darin, und die von ihr genannten Adressen stellen sich als falsch heraus. „Mrs. Sawyer“ musste demnach während der Fahrt abgesprungen sein. Holmes folgert daraus, dass die alte Dame ein junger Mann ist, der sich verkleidet hat, um ihn zu täuschen.
Während Sherlock Holmes noch über diese Niederlage nachdenkt, erscheint Inspektor Gregson von Scotland Yard am nächsten Tag, um mitzuteilen, dass er Arthur Charpentier, den Sohn der Pensionsbesitzerin, bei der Drebber gewohnt hat, als Tatverdächtigen verhaftet hat. Kurz darauf kommt Inspektor Lestrade, ebenfalls von Scotland Yard, und berichtet von der Ermordung Stangersons, Drebbers Privatsekretärs und Reisegefährten, in der Pension. Lestrade fand in Stangersons Hotelzimmer zwei Pillen, an denen Holmes demonstriert, wie Drebber mit Gift in eben solchen Pillen ermordet wurde. Stangersons Leiche weist jedoch Gewalteinwirkungen auf, er wurde durch einen tiefen Einstich auf der linken Seite umgebracht.
Als es an der Tür klopft, kommt das Straßenkind Wiggins, Teil der „Baker-Street-Spezialeinheit“, mit einem Kutscher herein. Holmes legt dem Kutscher Handschellen an und verhaftet ihn als Jefferson Hope, den Mörder von Drebber und Stangerson.

### Teil II
Der Titel des zweiten Teils lautet „Das Land der Heiligen“.
In der großen Salzwüste finden die Mormonen auf ihrem Zug nach Utah zwei Überlebende einer 21-köpfigen Siedlergruppe, John Ferrier und das fünfjährige Mädchen Lucy. Unter der Bedingung, den Glauben der Mormonen anzunehmen, werden beide mitgenommen und Bewohner der neuen Stadt Salt Lake City. John nimmt Lucy, die nicht sein leibliches Kind ist, dort offiziell als Tochter an. Als angesehene Mitglieder der Gemeinde werden sie schnell eine wohlhabende Familie, und Lucy wächst als Mormonin auf. Dennoch gibt es Zweifel bei der Führung, die Ferriers Glauben betreffen, da er sich nicht für die Polygamie erwärmen kann und auch Lucy noch nicht zur Heirat freigegeben hat. Als sie sich jedoch in einen jungen Trapper und Silbersucher verliebt, der nicht zur Gemeinde gehört, eskaliert die Situation.
Als die religiösen und weltlichen Führer dies mitbekommen, droht die Liebe zwischen Jefferson Hope, dem jungen Trapper, und Lucy Ferrier an den religiösen Machtstrukturen ihrer Gemeinde zu scheitern. Drebber und Stangerson wollen beide Lucy zur Frau gewinnen; sie haben Einfluss und Macht, ihre Werbung gegen die von Hope durchzusetzen, der außerdem zwei Monate lang abwesend ist, aber Lucys und ihres Vaters Ja-Wort für eine Hochzeit nach seiner Rückkehr hat.
Als Ferrier immer stärker bedroht und ihm sogar ein Ultimatum gestellt wird, versucht er per Brief, Hope von den Silberfeldern zu Hilfe zu rufen, welcher jedoch erst in der Nacht vor Ablauf des Ultimatums ankommt. Hope versucht, mit Lucy und ihrem Vater zu fliehen. Sie verstecken sich in den Bergen. Als er das Lager verlässt, werden Lucy und ihr Vater von den Verfolgern eingeholt. Ihr Vater wird ermordet und Lucy zur Ehe mit Drebber gezwungen. Hope versucht alles, um diese Hochzeit zu verhindern, kommt aber zu spät. Sie stirbt kurz darauf, während Hope Rache schwört. Drebber und Stangerson, selbst aus der Gemeinde ausgestoßen, flüchten bis nach England, wohin Hope ihnen schließlich folgt. Nachdem er beide durch seine Arbeit als Kutscher ausfindig gemacht hat, gelingt es ihm zunächst, den betrunkenen Drebber in eine leere Wohnung zu locken. Dort angekommen gibt er sich zu erkennen und lässt den Zufall über das Schicksal seines Opfers entscheiden: Er lässt Drebber die Wahl zwischen zwei optisch gleichen Pillen, eine giftig und eine harmlos, und verspricht, die übrig gebliebene selbst einzunehmen. Drebber wählt die giftige Pille und stirbt. Hope verliert allerdings Lucys Ehering, bevor er die Wohnung verlassen kann. Mit Stangerson versucht er das Spiel mit den Pillen zu wiederholen, jedoch greift dieser ihn stattdessen an und wird im resultierenden Handgemenge getötet.
Nachdem er in der Baker Street gefasst wurde, ergibt sich Hope nach kurzem Kampf und begibt sich friedlich zur Polizeistation. Dort angekommen legt er ein umfassendes Geständnis ab und beschreibt sein Vorgehen bei den beiden Tötungen. Hier eröffnet er Holmes, Watson und den beiden Polizisten zudem, dass er an einer schweren Herzerkrankung leidet. Gleich am ersten Tag nach seiner Festnahme erliegt Hope seiner Krankheit und wird, noch bevor es zu einer Verurteilung kommt, mit einem Lächeln im Gesicht tot in seiner Zelle aufgefunden.
Abschließend sitzen Holmes und Watson in der Baker Street zusammen. Holmes führt dem Doktor erneut vor Augen, wie er mithilfe seiner Beobachtungen am Tatort den Täter letztendlich ausfindig machen konnte. Da die Zeitungen hauptsächlich die Leistungen der beiden Polizisten würdigen, Holmes jedoch nur beiläufig erwähnen, zeigt sich der Meisterdetektiv enttäuscht. Watson entschließt sich daher, die wahre Geschichte hinter der Lösung des Falls zu veröffentlichen.

## Werkgeschichtlicher Zusammenhang und Bedeutung
Als Doyle 1886 den Entschluss fasste, eine Detektivgeschichte zu schreiben, war er durchaus belesen und kannte und schätzte besonders die Werke von Edgar Allan Poe, Wilkie Collins und Émile Gaboriau. Obwohl seine fiktive Figur des Sherlock Holmes sich in A Study in Scarlet abfällig über Poes berühmte Detektivfigur des C. Auguste Dupin („a very inferior fellow“) und Gaboriaus Inspector Lecoq („a miserable bungler“) äußert, wusste Doyle als Autor sehr wohl, wie viel er den literarischen Vorlagen Poes und Garboriaus verdankte.
Doyles Absicht war es, eine überragende Detektivgestalt zu erschaffen, welche die Deduktion zu einer präzisen Wissenschaft aufwerten und ihre konkrete Anwendung in der Praxis veranschaulichen sollte. Durch eine spannende Handlung und Erzählweise sollte den Lesern diese angewandte science of deduction schmackhaft gemacht werden. Bereits in dieser ersten Detektivgeschichte Doyles, einer längeren Kurzgeschichte, die durch den Mittelteil zur Länge eines Romans ausgedehnt ist, wird die Figur des Sherlock Holmes mit all seinen charakteristischen und bekannten Merkmalen eingeführt. Zugleich wird im zweiten Kapitel die Lehre von der science of deduction vorgestellt; ebenso wird dem Protagonisten Dr. Watson als bewundernder Freund und Begleiter an die Seite gestellt, der nicht nur als Erzählfigur über das Geschehen berichtet, sondern gleichzeitig seinem Freund vielfältige Möglichkeiten zum Dozieren und Demonstrieren bietet.
Holmes wird in „Eine Studie in Scharlachrot“ als Charakter kaum plastisch dargestellt, sondern als literarischer Typ nur durch einige suggestive Besonderheiten beschrieben. Hingewiesen wird auf seine verschiedenen Pfeifen und den Tabak, den er in einem persischen Pantoffel aufbewahrt. Daneben werden sein Morgenrock und das Inverness-Cape sowie die Deerstalker-Mütze erwähnt. Diese wenigen Details genügen schon, um vor dem geistigen Auge des Lesers das Bild des großen Detektivs entstehen zu lassen, der als Variation des Poeschen Dupin einen Großteil seiner Fälle löst, ohne seine Wohnung zu verlassen. Er ist ein Exzentriker, raucht Opium und spielt Violine. Wie sein Vorgänger Dupin stellt er damit eine Mischung aus Denker und Künstler dar, besitzt wie dieser eine „bi-part soul“, die Tiefsinn suggeriert. Natürlich ist auch Holmes wie Dupin und viele seiner literarischen Nachfolger ein Junggeselle; der Gedanke an einen verheirateten Detektiv wäre dem zeitgenössischen Lesepublikum wohl grotesk erschienen.
Die suggestiven äußeren Merkmale zeigen nicht nur die Nähe Holmes' zu Poes Dupin, sondern weisen ebenso Ähnlichkeiten zu Collins’ Sergeant Cuff und Gaboriaus Inspector Lecoq auf. Doyle ergänzt weitere typische Merkmale im Aussehen, in der Sprechweise und dem Verhalten von Holmes sowie in den Besonderheiten des Deduzierens, die er vor allem aus den Erinnerungen an seinen eigenen akademischen Lehrer Professor Joseph Bell nachbildet. In „Eine Studie in Scharlachrot“ prägt Doyles bereits die wesentlichen Eigenschaften und charakteristischen Züge seines Detektivhelden, die in den nachfolgenden Seriengeschichten durch Überzeichnung weiter typisiert sowie schematisiert werden und schließlich eine literarische Schablone für die Detektivliteratur in der Nachfolge Doyles liefern.
Doyle typisiert dabei nicht nur die Figur des großen Detektivs, sondern gleichermaßen die „Wissenschaft“ der Detektivkunst. In Holmes' „chain of thought“-Methode, die an Dupins „analytic mind“ erinnert, kann durch logische Deduktion aus einer Vielzahl möglicher Lösungen die einzig richtige herauskristallisiert werden, wie unwahrscheinlich sie auch sein mag. Holmes' Vorgehen ist durch genaues Beobachten und Messen, durch Deduzieren und Kombinieren gekennzeichnet. Er greift dabei allerdings auf stark popularisierte Vorstellungen der naturwissenschaftlichen Methoden und der Erkenntnisgewinnung des 18. Jahrhunderts zurück: Als erster Detektiv der Literatur benutzt Holmes ein Mikroskop und arbeitet  mit Maßband und Vergrößerungsglas. Eigentümlicherweise verfügt er über ein immenses Spezialwissen in durchaus abstrusen Bereichen, während ihn andererseits das allgemein bekannte, naturwissenschaftliche Wissen seiner Zeit kaum zu interessieren scheint. Für die Lösung seiner Fälle benötigt er ebenso die Intuition eines Künstlers; auch hier ist seine „bi-part soul“ spürbar.
Das gleichsam rituelle Muster des rückblickenden Dénouement am Ende übernimmt Doyle in A Study in Scarlet und den nachfolgenden Holmes-Geschichten einerseits von Poe, lässt andererseits hier jedoch ebenso seine Erinnerungen an die demonstrierenden Vorführungen seines früheren Lehrers Dr. Bell einfließen: In gewisser Hinsicht ähnelt die science of deduction der Kunst des Diagnostizierens von Krankheitsfällen, die Dr. Bell seinen Medizinstudenten mit überraschendem Ergebnis vorführte, wobei er sarkastisch humorvolles Dozieren mit sentenzenhaften Belehrungen verband. Holmes' Tätigkeit zeigt in dieser Richtung durchaus Parallelen zu der Tätigkeit eines qualifizierten Spezialisten, der allein die heile Welt wiederherstellen kann.
In seiner ersten Detektivgeschichte entwickelt Doyle darüber hinaus bereits ein weiteres Strukturmerkmal der Detektivgeschichte, das ebenso für die folgenden Seriengeschichten charakteristisch ist. Die fast übermenschlichen Fähigkeiten des großen Detektivs erfordern eine Komplementärfigur, die zwischen dem genialen Ermittler und dem Durchschnittsleser vermittelt. Mit der Einführung der Watson-Figur, deren Grundmuster bereits durch den anonymen Erzähler der Dupin-Geschichten prototypisch vorgeprägt wurde, arbeitete Doyle eine Vorlage aus, die in einer Vielzahl klassischer Detektivgeschichten aufgegriffen wurde, beispielsweise durch Captain Hastings neben Hercule Poirot oder Archie Goodwin neben Nero Wolfe.
Die Figur des Dr. Watson erfüllt unterschiedliche Funktionen. Als Naturwissenschaftler und Arzt, der zudem lange Zeit als Soldat gedient hat, stellt Dr. Watson für den zeitgenössischen Leser eine Vertrauensperson dar: Sein Bericht, der gleichzeitig beansprucht, Selbsterlebtes zu schildern, erzeugt in der Fiktionswelt den Eindruck eines überprüfbaren Abbildes der Realität und verleiht der Erzählung damit in hohem Maße einen Anschein von Wirklichkeitstreue oder Wahrhaftigkeit.
Die begrenzte Erzählperspektive Watsons kann gleichermaßen für eine geschickte Leserlenkung, wie beispielsweise eine Ablenkung oder Irreführung, zur Spannungserzeugung genutzt werden. Watson bildet darüber hinaus ein dramatisches Publikum und nimmt die intendierten Reaktionen der Leser vorweg, wenn er seinem Freund bewundernd zuhört.
Als handelnde Figur entspricht Watson eher dem Lesepublikum als der exzentrische Detektiv. Indem Watson versucht, die Arbeitsmethoden und Gedankengänge seines Freundes nachzuvollziehen, eröffnet er dem Durchschnittsleser Möglichkeiten, sich mit dem Detektiv zu identifizieren.
Da Watson die Zusammenhänge oder Schlussfolgerungen seines Freundes teilweise nur langsam oder zögerlich begreift, kann das Selbstgefühl des Lesers gestärkt werden, da diesem damit suggeriert wird, er könne die richtigen Schlüsse schneller ziehen als Watson.
Dr. Watson ist in seiner geistigen Struktur dem Lesepublikum ähnlich; daher bildet er vor allem bei der Auflösung des Falles einen perfekten Zuhörer für das Dozieren des großen Detektivs, der schrittweise seine zuvor verdeckt gehaltenen Überlegungen und Gedankengänge erläutert und verständlich macht.
Durch die Funktion des reaktionsvorwegnehmenden Publikums, die stellenweise durch melodramatische Elemente weiter verstärkt wird, bietet sich eine zusätzliche Möglichkeit zur Manipulation des Lesers, dem so Möglichkeiten zur eigenen Stellungnahme genommen werden. Obwohl er tatsächlich inaktiv ist, kann sich der Leser dennoch der Illusion hingeben, an der Lösung des Falles aktiv mitzuwirken und sogar mit Watson oder Holmes im Wettbewerb zu stehen.

## Rezeption
Eine Studie in Scharlachrot ist einer von nur vier Romanen über Sherlock Holmes. Die weiteren Fälle seines Helden beschrieb Doyle in 56 Kurzgeschichten.
Der Roman weist einige kleine Abweichungen von späteren Sherlock-Holmes-Geschichten auf, zum Beispiel berichtet Watson hier von einer Schulterwunde, die er im Zweiten Anglo-Afghanischen Krieg in der Schlacht von Maiwand erhalten hat, in späteren Erzählungen handelt es sich um eine Beinwunde.
Der englische Autor Neil Gaiman veröffentlichte in der Doyle gewidmeten Kurzgeschichtensammlung Schatten über Baker Street eine autorisierte Pastiche mit dem Titel Eine Studie in Smaragdgrün. Dort treffen die Helden von Doyle auf die Welt von H. P. Lovecraft.

## Illustrationen

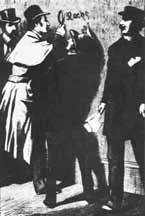
Sherlock Holmes gezeichnet von Friston

Von Beginn an ließen die Verleger mit wenigen Ausnahmen die Ausgaben von Sherlock-Holmes-Werken illustrieren. Neben dem inhaltlichen Kanon hat sich deshalb auch ein Bilder-Kanon etabliert, der das Bild von Sherlock Holmes nachhaltig geprägt hat. Die Studie in Scharlachrot haben mehrere Zeichnergenerationen über 120 Jahre hinweg immer neu interpretiert, mit zum Teil großen stilistischen und auch qualitativen Unterschieden.
Für die Ausgabe des Beeton's Christmas Annual steuerte der Illustrator D. H. Friston insgesamt vier Zeichnungen bei, darunter die erste bildliche Darstellung von Sherlock Holmes überhaupt. Holmes hält dabei schon sein typisches Requisit, die Lupe, in Händen.
Für die erste Buchausgabe verpflichtete der Verlag den Vater von Arthur Conan Doyle, Charles Altamont Doyle. Auch er illustrierte die Geschichte mit vier Zeichnungen, die jedoch qualitativ weder an Friston noch an seine Nachfolger heranreichen. Der Verlag ersetzte ihn bei der zweiten Auflage durch George Hutchinson.
Waren Friston und Doyle noch mit vier Zeichnungen ausgekommen, bebilderte Hutchinson die Handlung mit 40 Zeichnungen. James Greig illustrierte die Geschichte 1895 für das Windsor Magazine, in dem sie als Fortsetzungsroman veröffentlicht wurde und fasste sie in 7 Bildern zusammen.
Die ersten deutschen Illustrationen kamen von Richard Gutschmidt. Er zeichnete 24 Bilder für die Ausgabe des Stuttgarter Lutz-Verlages im Jahr 1902. Er illustrierte später noch 6 weitere Holmes-Geschichten.
Eine moderne Interpretation stammt vom dänischen Künstler Nis Jessen, dessen Ausgabe von A Study in Scarlet mit über 600 Zeichnungen erstmals komplett bebildert ist.

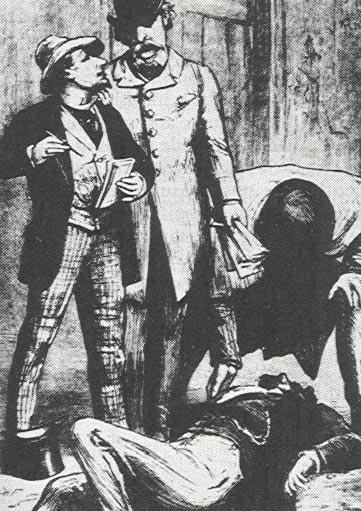
D. H. Friston
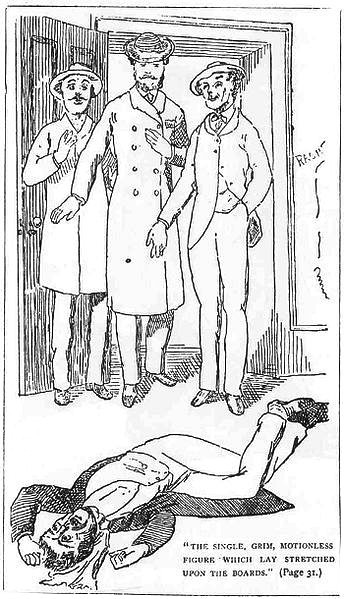
Charles Altamont Doyle
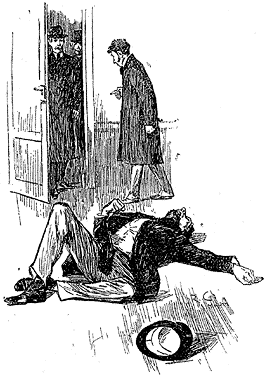
Richard Gutschmidt

## Verfilmungen
Eine Studie in Scharlachrot wurde mehrfach verfilmt, aber selten vollständig, meist lag die Betonung auf dem ersten Teil, der die erste Begegnung von Holmes und Watson beschreibt.
Die ersten Verfilmungen stammen noch aus der Stummfilmzeit. A Study in Scarlet von Regisseur George Pearson war 1914 die erste britische Sherlock-Holmes-Verfilmung überhaupt. Der Hauptdarsteller James Bragington, der Sherlock Holmes spielte, war kein Schauspieler, sondern Buchhalter. Er bekam die Rolle, weil er den Zeichnungen von Alfred Gilbert aus dem Strand Magazine ähnlich sah. Es blieb sein einziger Auftritt vor einer Filmkamera. Von diesem Film existieren heute keine Kopien mehr.
Im gleichen Jahr wurde die Geschichte auch in den USA von Francis Ford verfilmt, der als Regisseur und Holmes-Darsteller agierte. Die Rolle des Dr. Watson spielte sein Bruder John Ford, der später einer der erfolgreichsten Regisseure Hollywoods werden sollte. Obwohl noch zu seinen Lebzeiten gedreht, brachten die beiden Verfilmungen kein Geld für Doyle, da er für die £25 sämtliche Rechte an den Verlag abgetreten hatte.
Die bekannteste Verfilmung ist A Study in Scarlet von 1933, der Film übernahm aber vor allem den Titel, während die Handlung kaum eine Ähnlichkeit mit dem Roman aufweist.
Am engsten an die Vorlage hält sich Sherlock Holmes and a Study in Scarlet von 1983, der allerdings kein Realfilm, sondern ein Trickfilm ist. Peter O’Toole lieh Sherlock Holmes seine Stimme.
Eine ebenfalls gelungene Verfilmung des Romans entstand 1968 mit Peter Cushing und Nigel Stock als Holmes und Watson. Sie entstand im Rahmen einer Fernsehserie mit Cushing und wurde von der BBC produziert und ausgestrahlt.
Auch Ein Fall von Pink, die erste Folge der BBC-Serie Sherlock aus dem Jahr 2010, beruht auf dem Roman.

## Ausgaben
Deutschsprachige Erstausgabe
- Späte Rache. Übersetzt von Margarethe Jacobi. Lutz, Stuttgart 1894.
- Sherlock Holmes – Eine Studie in Scharlachrot – Vollständige & Illustrierte Fassung. Dieses E-Book beinhaltet die überarbeitete Originalübersetzung von Margarethe Jacobi, ergänzt um Illustrationen von Richard Gutschmidt. Null Papier Verlag, Neuss, 2012 4. Auflage, ISBN 978-1-5171-0435-1 (Taschenbuch), ISBN 978-3-95418-148-3 (Kindle), ISBN 978-3-95418-149-0 (Epub), ISBN 978-3-95418-150-6 (PDF)

Weitere Ausgaben
- Eine Studie in Scharlachrot. Übersetzt von Gisbert Haefs. Haffmans Zürich 1984, ISBN 3-251-20100-X
- Eine Studie in Scharlachrot. Übersetzt von Gisbert Haefs. Kein & Aber, 2005, ISBN 3-0369-5143-1
- Eine Studie in Scharlachrot. Übersetzt von Gisbert Haefs. Insel Verlag 2007, ISBN 978-3-458-35013-2
- Eine Studie in Scharlachrot. Krimi(nal)geschichte(n) 4. Mit Vorwort. Erstübersetzung von Margarethe Jacobi vollkommen neu überarbeitet von Sebastian Frenzel. homunculus verlag 2016, ISBN 978-3-946120-24-7
- Sherlock Holmes – Die Romane – Eine Studie in Scharlachrot – Das Zeichen der Vier – Der Hund der Baskervilles – Das Tal des Grauens (Übersetzung  Margarethe Jacobi, H. O. Herzog), Anaconda-Verlag 2013, ISBN 978-3-7306-0030-6
- Eine Studie in Scharlachrot. Übersetzt von Henning Ahrens. Fischer Taschenbuch, Frankfurt am Main 2016, ISBN 978-3-596-03563-2
- Eine Studie in Scharlachrot/Das Zeichen der Vier. Coppenrath, Münster 2021, ISBN 978-3-649-63900-8

Hörbücher
- Eine Studie in Scharlachrot, Naxos, ISBN 3-89816-151-X